# Klemens Kocowski
Klemens Kocowski (ur. 12 czerwca 1882, zm. 10 lutego 1944) – polski nauczyciel, major administracji Wojska Polskiego.

## Życiorys
Urodził się 12 czerwca 1882. W ukończył VIII klasę i zdał egzamin dojrzałości w C. K. Gimnazjum w Brzeżanach. 
Został nauczycielem. W 1909 pracował w Zaleszczykach. Według stanu z 1918 był członkiem c. k. komisji egzaminacyjnej dla szkół powszechnych w Zaleszczykach.
W c. k. armii został mianowany akcesistą (kandydat) aprowizacji wojskowej w rezerwie z dniem 1 stycznia 1907 i w kolejnych latach pokoju pozostawał w ewidencji wojskowej. Podczas I wojny światowej został awansowany na oficjała aprowizacji wojskowej w rezerwie z dniem 1 listopada 1914 i w tym charakterze pozostawał do 1918.
Po zakończeniu wojny i odzyskaniu przez Polskę niepodległości został przyjęty do Wojska Polskiego. Został awansowany na stopień majora w korpusie oficerów rezerwy administracji dział gospodarczy ze starszeństwem z dniem 1 czerwca 1919. W październiku 1920 był przydzielony do intendentury Okręgu Generalnego „Kraków”. 9 listopada 1920 został zatwierdzony w stopniu majora gospodarczego. W 1923, 1924 był przydzielony jako oficer rezerwowy do Okręgowego Zakładu Gospodarczego nr 9 w garnizonie Brześć. W 1934 jako major rezerwy pospolitego ruszenia administracji pozostawał w ewidencji Powiatowej Komendy Uzupełnień Łańcut.
Jako major rezerwy został nauczycielem w II Rzeczypospolitej. W latach 20. był nauczycielem w II Państwowym Gimnazjum w Rzeszowie, a ponadto wykładał w Seminarium Nauczycielskim Żeńskim i w Prywatnej Szkole Handlowej. Z posady profesora II Państwowego Gimnazjum w Rzeszowie z dniem 17 września 1930 został mianowany na stanowisko dyrektora Państwowego Gimnazjum w Sanoku, urzędowanie rozpoczął 1 października 1930 i pełnił w roku szkolnym 1930/1931. W szkole uczył języka niemieckiego i przyrody. Był członkiem Rady Szkolnej Powiatowej w Sanoku. Jako profesor II Gimnazjum Państwowego w Rzeszowie i dotychczasowy pełniący obowiązki dyrektora Państwowego Gimnazjum w Sanoku rozporządzeniem Ministra Wyznań Religijnych i Oświecenia Publicznego z 30 czerwca 1931 został mianowany dyrektorem Państwowego Gimnazjum w Łańcucie od 1 sierpnia 1931. Funkcję dyrektora Państwowego Gimnazjum Koedukacyjnego im. Henryka Sienkiewicza w Łańcucie pełnił do 1939 (od 1938 Państwowe Gimnazjum i Liceum im. Henryka Sienkiewicza; późniejsze I Liceum Ogólnokształcące im. Henryka Sienkiewicza w Łańcucie). W szkole uczył biologii.
Był radnym Rady Miasta Rzeszowa, zasiadając w mieszczańskim klubie chrześcijańskim, z powodu objęcia posady dyrektora gimnazjum w Sanoku złożył mandat radnego 22 października 1930. W Rzeszowie pełnił funkcje członka zarządu i skarbnika powiatowego Związku Strzeleckiego, prezesa Towarzystwa Rybackiego. W maju 1930 został członkiem zarządu powołanego wówczas oddziału Związku Zawodowego Nauczycieli Polskich Szkół Średnich w Rzeszowie.
Klemens Kocowski zmarł 10 lutego 1944 i został pochowany na cmentarzu komunalnym w Łańcucie (sektor B3-8-6). Jego żoną była Mieczysława (1888–1964), z którą miał syna Zbigniewa (1910–1964).

## Ordery i odznaczenia
- Złoty Krzyż Zasługi (16 marca 1934)[34]
- Srebrny Medal za Długoletnią Służbę (1938)[35]